# 豐代尼鄉 (克勒拉希縣)
44°23′N 26°22′E / 44.383°N 26.367°E
豐代尼鄉（羅馬尼亞語：Fundeni, Călărași），是羅馬尼亞的鄉份，位於該國南部，由克勒拉希縣負責管轄，面積69平方公里，海拔高度54米，2007年人口4,881，人口密度每平方公里71人。